# Rishon LeZion Chess Club
Rishon LeZion Chess Club (hebr. מועדון שחמט ראשון לציון, Moadon Szachmat Riszon LeCijjon), funkcjonujący także pod nazwą Feldklein Riszon le-Cijjon (hebr. פלדקליין ראשון לציון) – izraelski klub szachowy z siedzibą w Riszon le-Cijjon, trzykrotny mistrz kraju.

## Historia
Klub został założony w 1938 roku. Początkowo funkcjonował pod nazwą Hapoel, w późniejszym czasie zmieniono nazwę na Feldklein, na cześć tragicznie zmarłego Awrahama Feldkleina. W 1969 roku klub zadebiutował w Lidze Leumit, zajmując wówczas szóste miejsce. W latach 1972, 1975 i 1976 uzyskano wicemistrzostwo, a w sezonach 1978–1979 – trzecie miejsce. W 1980 roku zespół zdobył mistrzostwo kraju, a jego czołowym zawodnikiem był wówczas Władimir Liberzon. Klub ponownie zdobył trzecie miejsce w latach 1982 i 1984. W 1993 roku zajął drugie miejsce, a w kolejnym sezonie zdobył drugi tytuł mistrzowski. W roku 1995 zespół zajął trzecią pozycję, a dwa lata później – drugą. W 1998 roku klub po raz trzeci zdobył tytuł mistrzowski. W kolejnych dwóch sezonach uzyskano odpowiednio trzecie (1999) i drugie (2000) miejsce. W 2000 roku przez krótki okres zawodnikiem klubu był Garri Kasparow. W 2002 roku klub ponownie zdobył wicemistrzostwo kraju, rok później zajął z kolei trzecią pozycję. W latach 2009–2010 i 2012–2015 ponownie był trzeci w Lidze Leumit. W 2016 roku klub zdobył wicemistrzostwo Izraela, w następnym sezonie ponownie uzyskał trzecie miejsce, a w latach 2021 i 2023 ponownie zajął drugą pozycję w lidze. W 2023 roku klub uczestniczył w Pucharze Europy, wystawiając wówczas dwie drużyny: „A”, która zajęła 12. miejsce, i „B”, która została sklasyfikowana na 41. pozycji. W 2024 roku w kraju zespół zajął trzecie miejsce, a w Pucharze Europy został sklasyfikowany na 17. (zespół „A”) i 20. (zespół „B”) pozycji. W 2025 roku klub zdobył wicemistrzostwo Izraela.

## Arcymistrzowie w historii klubu
- Borys Alterman[1]
- Tal Baron[15]
- Michaił Brodski[16]
- Daniił Dubow[17]
- Arjun Erigaisi[18]
- Boris Gelfand[1]
- Giennadij Ginsburg[19]
- Jehuda Gruenfeld[20]
- Warużan Hakopian[16]
- Eric Hansen[21]
- Andriej Jesipienko[22]
- Garri Kasparow[1]
- Ori Kobo[17]
- Wiktor Korcznoj[1]
- Anton Korobow[23]
- Jona Kosaszwili[1]
- Władimir Liberzon[1]
- Eran Liss[1]
- Wiktor Michalewski[24]
- Aleksandr Motylow[22]
- Jewgienij Najer[22]
- Arsenij Niestierow[25]
- Micha’el Oratowski[22]
- Lew Psachis[20]
- Danny Raznikow[15]
- Maxim Rodshtein[26]
- Aleksiej Sarana[18]
- Jahli Sokołowski[27]
- Niccan Steinberg[25]
- Piotr Swidler[22]
- Siergiej Tiwiakow[28]
- Robin van Kampen[19]
- Anatolij Wajser[24]
- Jewgienij Zanan[29]